# 7074 Muckea
7074 Muckea eller 1977 RD3 är en asteroid i huvudbältet som upptäcktes den 10 september 1977 av den rysk-sovjetiske astronomen Nikolaj Tjernych vid Krims astrofysiska observatorium på Krim. Den har fått sitt namn efter den österrikiske astronomen Hermann Mucke.
Asteroiden har en diameter på ungefär 3 kilometer.